# Francisco Sánchez-Ocaña Beltrán
Francisco Sánchez-Ocaña Beltrán (1876 – Madrid, 16 de novembre de 1935) fou un periodista i polític espanyol, diputat a les Corts espanyoles durant la restauració borbònica.

## Biografia
Llicenciat en dret, va exercir d'advocat a València, on hi va dirigir El Correo. El 1907 va ingressar com a redactor al diari ABC, del que en fou enviat especial a Casablanca, Tànger i Melilla el 1909, informant sobre la guerra del Marroc. Per aquest motiu fou condecorat amb la creu del mèrit militar amb distintiu vermell i l'encomana de l'Orde d'Alfons XII.
Militant de la fracció del comte de Romanones del Partit Liberal, fou elegit diputat pel districte de Torrent a les eleccions generals espanyoles de 1916. Fou nomenat Inspector d'Ensenyament Primari. El 1918 deixà la política i continuà com a redactor en cap del diari ABC, diari al que va estar vinculat fins a la seva mort.